# Lomtjärnen (Vännäs socken, Västerbotten, 710223-169140)
Lomtjärnen är en sjö i Vännäs kommun i Västerbotten och ingår i Umeälvens huvudavrinningsområde.